# The Shooter (1997)
The Shooter (Brasil: The Shooter - O Desafio Final ) é um filme estadunidense do gênero western, lançado em 2007. Foi estrelado por Michael Dudikoff e Randy Travis e dirigido por Fred Olen Ray (creditado como Ed Raymond).

## Elenco
- Michael Dudikoff .. Michael Atherton
- Randy Travis .. Kyle Tapert
- Valerie Wildman .. Wendy
- Andrew Stevens .. Jacob Finch / Narrador
- William Smith .. Jerry Krants
- Robert Donavan .. Prefeito Peter Sayers
- Eric Lawson .. Paul
- Hoke Howell .. Duncan
- Libby George .. Gina
- Cal Bartlett .. Xerife

## Recepção
O filme recebeu críticas favoráveis por parte do Rotten Tomatoes que deu boas notas com base nos votos de vinte e nove por cento dos críticos do site.